# Der Mann, der vom Himmel fiel
Der Mann, der vom Himmel fiel (Originaltitel: The Man Who Fell to Earth) ist ein britischer Science-Fiction-Film aus dem Jahr 1976. Er basiert auf dem gleichnamigen Roman von Walter Tevis aus dem Jahr 1963. Regie führte Nicolas Roeg, die Hauptrolle spielte David Bowie.

## Handlung
Der Film erzählt die melancholische Geschichte eines humanoid-reptiloiden Außerirdischen mit dem irdischen Alias Thomas Jerome Newton inklusive Camouflage als Mensch. Newton „fällt“ zur Erde, um Wasser für seinen Wüstenplaneten zu finden, und gründet mittels mehrerer Grundlagenpatente die Firma World Enterprises, ein High-Tech-Milliardenunternehmen, um ein Rückkehr-Raumschiff bauen zu können.
Dank seiner verfeinerten Intelligenz, die ihm empathische und telepathische Einblicke ermöglicht, studiert er die vielschichtigen Wege zur Macht und wendet sie optimal an.
Auf seiner Forschungsreise tief in den US-amerikanischen Way of Success ergibt er sich der Liebe der Kleinstadtbewohnerin Mary-Lou und zerbricht schlussendlich an der Rücksichtslosigkeit, Oberflächlichkeit, Schnelllebigkeit und Brutalität der menschlichen Zivilisation sowie an seinem eigenen Versuch, in ein Schema zu passen. Erblindet, zynisch, enttarnt, missbraucht, weggesperrt und desillusioniert endet Newton, der jedoch äußerlich nicht altert, als ein Erdbewohner unter vielen, als Alien, der seine Wurzeln und seine Fähigkeiten verloren hat.

## Hintergründe
Die Dreharbeiten fanden im amerikanischen Bundesstaat New Mexico statt, etwa in der dortigen White-Sands-Wüste, da diese unwirtliche Region wie eine karge Mondlandschaft wirkt. Um diese mondhafte Atmosphäre zu unterstreichen, etwa für jene Szenen, die den Heimatplaneten des Außerirdischen Thomas Jerome Newton abbilden, konnte sich das britische Drehteam das in dieser Gegend leuchtende natürliche Himmelslicht zunutze machen. In Bezug auf die Umstände der Dreharbeiten erklärte Kameramann Anthony B. Richmond in einem Videointerview, das sich im Bonusmaterial der Blu-ray Disc von Der Mann, der vom Himmel fiel befindet: „Die Optik war unglaublich, wir hatten unglaubliches Wetter. Die Berge, die Wolken. Wir zogen wie ein Wanderzirkus durch ganz New Mexico […] Es waren einfach fantastische Landschaften.“ Für Detailversessene hält der Film einige kleine Background-Informationen bereit: so wurden etwa die Wüstenszenen nahe Roswell, NM, gedreht; eine Anspielung auf den sogenannten Roswell-Zwischenfall, von dem im Juli 1947 in US-amerikanischen Medien als „UFO-Absturz“ berichtet wurde.
Auch die Natur der Basispatente Newtons spielt über Umwege darauf an: 1947 wurde von Polaroid die legendäre Landcam in den Handel gebracht und folgerichtig sind die ersten Patente Newtons eine besondere Sofortbildkamera sowie Spezialbrillen mit Polarisationslinsen. Der Name des Patentanwalts Oliver Farnsworth erscheint als Anspielung auf Philo Farnsworth (einer der Entwickler  des Fernsehens in den Vereinigten Staaten), da Newton eine besondere Hassliebe zu diesem Medium entwickelt. Einer der ersten Geschäftspartner Newtons, der promiskuitive College-Professor Nathan Bryce, wird von Rip Torn gespielt, der in der Comic-Verfilmung Men in Black von 1997 die Rolle des Chefagenten Zed innehatte; möglicherweise hatte man sich in Hollywood an seine früheren „Kontakte zum Alien“ Bowie erinnert.
In David Bowies 1976 entstandenem Album Station to Station wird die Filmszene, in der Thomas Jerome Newton das Innere der Raumkapsel betritt, als Cover-Foto verwendet.
Für Bowie, der zu dieser Zeit bereits von Drogen gezeichnet schien, bot dieser Film die Möglichkeit, sein Glamrock-Image als „Rock-Starman“ zu verfeinern und zu stilisieren, das über platte Pop-Ikonographie hinausging. Der ursprünglich geplante Bowie-Soundtrack, der von Roeg zugunsten eines abstrakten Soundscores mit rituell-asiatischen Elementen verworfen worden war, entwickelte sich zu den wegweisenden Ambient/Instrumentalstücken, die 1976 auf der LP Low erschienen.
Kurz vor Beginn der Dreharbeiten besaß die Schauspielerin Candy Clark, die in der Rolle von Mary-Lou, die Lebensgefährtin des Außerirdischen Thomas Jerome Newton, zu sehen ist, krankheitsbedingt ein Körpergewicht von lediglich 51 Kilogramm, aufgrund einer während einer Südamerika-Reise eingehandelten Hepatitis-Infektion. Jedoch vertritt Candy Clark die Meinung, das extreme Untergewicht passe optisch zu der von ihr verkörperten spindeldürren Figur der Mary-Lou.
In einer Filmszene führen Wissenschaftler in einem Labor verschiedene Tests an dem entlarvten Außerirdischen Thomas Jerome Newton durch. Dabei schneiden die Wissenschaftler etwa mit einem Skalpell in die rechte Brustwarze des Außerirdischen. Da David Bowie für diese Szene kein Schweineblut aus der örtlichen Schlachterei verwendet haben wollte, musste dem Kameramann Anthony B. Richmond von einer anwesenden Krankenschwester am Drehort ein wenig Blut abgenommen werden, um dieses echte Blut in der besagten medizinischen Szene einzusetzen. In einer anderen Szene im ersten Viertel der Handlung trägt die Schauspielerin Candy Clark ihren Schauspielpartner David Bowie auf einem Hotelflur auf den Händen in ein Hotelzimmer, nachdem Bowie in seiner Rolle als außerirdischer Geschäftsmann Newton im Hotelaufzug zusammengebrochen ist. Da jedoch die Darstellerin Clark nicht die Kraft besaß, Bowie alleine zu tragen, musste die Filmcrew improvisieren, indem sie aus einem Fahrradsitz, einer Stange und einem Skateboard eine rollende Apparatur zusammenbaute, auf der Candy Clark den auf dem Fahrradsitz hockenden David Bowie den Flur entlangrollte. Dabei filmte die Kamera diese Performance in einem Winkel, so dass man diese Apparatur hinterher im fertigen Film nicht mehr sehen kann. Darüber hinaus spielte Clark in Vertretung von David Bowie für eine Szene, die in New York gedreht wurde, als Double die Rolle des Thomas Jerome Newton, indem die Mimin mit orangefarbener Perücke und passender Verkleidung aus dem World Trade Center heraustritt.
Ein bekannter prägnanter Satz aus dem Film ist ein Zitat des Rechtsanwalts Oliver Farnsworth, verkörpert von  Buck Henry: „Es geschah buchstäblich über Nacht – als Mr. Newton in meine Wohnung kam, entschwebte mein altes Leben geradewegs aus dem Fenster.“ (auf Englisch: „It happened literally over night – when Mr. Newton came into my apartment my old life went straight out the window.“)

## Erstaufführungen
- Großbritannien: 18. März 1976
- Deutschland: 4. Juli 1976 (Berlinale)

## Kritiken
- Lexikon des internationalen Films: Eigenwilliger Science-Fiction-Film mit einer Überfülle an Ideen, der seine ausgefallenen filmischen Mittel mit viel Geschick einsetzt. Eine bedenkenswerte Geschichte über die Chancenlosigkeit des Individuums in einer Gesellschaft des Konsums und der Konzerne.[3]

- Die Zeit 1976: Roeg spielt nicht nur virtuos mit Utopien des Raumfahrtzeitalters, sondern denkt Entwicklungen unserer westlichen Wirtschafts- und Gesellschaftsordnung konsequent-schrecklich zu Ende. Sein Film ist eine bedrückende Parabel über das Startum und ein entschiedenes Plädoyer für die fruchtbare Freiheit, unnormal zu sein.[4]

## Auszeichnungen
Golden Scroll 1977
- Bester Hauptdarsteller: David Bowie
- nominiert:
  - Bester Science-Fiction-Film

## Buchausgaben
- Walter Tevis: Der Mann, der vom Himmel fiel. Aus dem amerikanischen Englisch neu übersetzt von pociao und Roberto de Hollanda. Diogenes, Zürich 2022, ISBN 978-3-257-07197-9
- Walter Tevis: Spion aus dem All. Ein utopisch-technischer Roman. Aus dem Amerikanischen ins Deutsche übertragen von Tony Westermayr. Goldmann, München 1963  (Goldmanns Zukunftsromane, Band 49; als Taschenbuchausgabe: Goldmanns WELTRAUM Taschenbücher, Band 085)
  - Neuausgabe unter dem Titel Der Mann, der vom Himmel fiel. Ullstein, Frankfurt/M. 1986 (Ullstein Science Fiction & Fantasy, Band 31119), ISBN 3-548-31119-9